# The Beauty and the Beer
The Beauty and the Beer dvanaesti je studijski album njemačkog thrash metal sastava Tankard. Album je 26. svibnja 2006. godine objavila diskografska kuća AFM Records.

## Popis pjesama
| 1.    | »Ice-olation«                  | 5:10 |
| 2.    | »We Still Drink the Old Ways«  | 4:05 |
| 3.    | »Forsaken World«               | 4:33 |
| 4.    | »Rockstars No. 1«              | 4:05 |
| 5.    | »The Beauty and the Beast«     | 6:05 |
| 6.    | »Blue Rage - Black Redemption« | 4:05 |
| 7.    | »Frankfurt: We Need More Beer« | 3:49 |
| 8.    | »Metaltometal«                 | 4:50 |
| 9.    | »Dirty Digger«                 | 5:34 |
| 10.   | »Shaken Not Stirred«           | 3:36 |
| 45:52 |                                |      |

## Zasluge
Tankard
- Gerre – vokali
- Frank Thorwarth – prateći vokali, bas-gitara
- Andy Gutjahr – gitara
- Olaf Zissel – bubnjevi

Dodatni glazbenici
- Harald Maul – prateći vokali
- Timon Schreiber – prateći vokali
- Alex Wenzel – prateći vokali

Ostalo osoblje
- Andy Classen – produkcija, miksanje, mastering
- Steffi Veenstra – fotografija (piva)
- Thomas Ewerhard – omot albuma
- Buffo – fotografija
- Vincenzo Mancuso – fotografija
- Nils Wasko – izvršna produkcija
- Sandra Eichner – izvršna produkcija
- Michel Montheillet – naslovnica